# Cratere Aladdin
Aladdin è un cratere di Encelado, una luna di Saturno, della grandezza di 34 chilometri.
È situato nell'emisfero settentrionale del satellite naturale, a 60,69° latitudine nord e 26,66° longitudine ovest, è stato scoperto da Voyager 2.